# Believe Again
「Believe Again」（ビリーブ・アゲイン）は、1988年1月27日に発売された浅香唯の9枚目のシングルである。

## 解説
- 本人主演の映画『スケバン刑事 風間三姉妹の逆襲』（フジテレビ系ドラマ『スケバン刑事III 少女忍法帖伝奇』の劇場版）の主題歌。
- オリコン初登場で2位を獲得。同日発売の中森明菜の『AL-MAUJ（アルマージ）』に阻まれ1位には届かなかった。

## 収録曲
- 両楽曲共に、編曲：萩田光雄

1. Believe Again
作詞：麻生圭子／作曲：中崎英也
2. 19時のLunar
作詞：石川あゆ子／作曲：来生たかお

## 関連作品
- Believe Again
  - Candid Girl
  - シングル・コレクション
  - ANNIVERSARY 2824 （ライブ・アルバム）
  - 浅香唯大全集 THE COMPLETE BOX
  - 究極のベスト! 浅香唯
  - CRYSTALS 〜25th Anniversary Best〜
  - 浅香唯 ザ・ベスト
  - 浅香唯 30周年記念コンプリートBOX
  - YUI ASAKA 40th Anniversary Yui Selection 40 Years Four Seasons PLAYLIST
  - Candid Girl （映像作品）
  - Fun!Fan!Fun! Yuiグラフィティ （映像作品）
  - ロックンロール・サーカス'89 浅香唯スパークリング・ライブ （映像作品）

- 19時のLunar
  - シングル・コレクション
  - 浅香唯大全集 THE COMPLETE BOX
  - Candid Girl（2010年発売の紙ジャケットCDにボーナストラックとして収録）
  - 浅香唯 30周年記念コンプリートBOX